# دير حافر
مدينة دير حافر مركز منطقة تابعة لمدينة حلب. تقع شمال سبخة الجبّول تبعد حوالي 52 كم عن حلب. ودير حافر موقع أثري سوري يرقى إلى (8500-535ق.م).المقتصبه